# Organización territorial de Uzbekistán

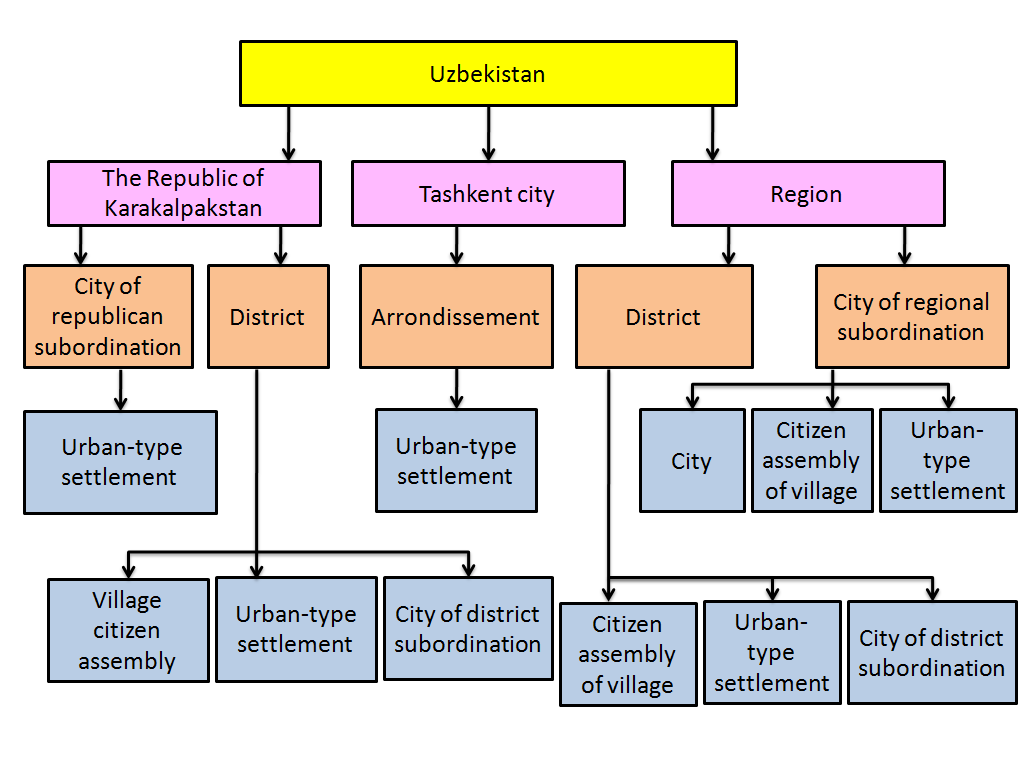
Subdivisiones de Uzbekistán.

Este artículo analiza la división administrativo-territorial de la República de Uzbekistán. El artículo 68 de la Constitución de Uzbekistán define:

La República de Uzbekistán estará compuesta por viloyats (provincias), tuman (distritos), ciudades, pueblos, asentamientos, kishlaks y auls (aldeas) en Uzbekistán y la República de Karakalpakistán.

## Divisiones administrativas

Provincias de Uzbekistán.

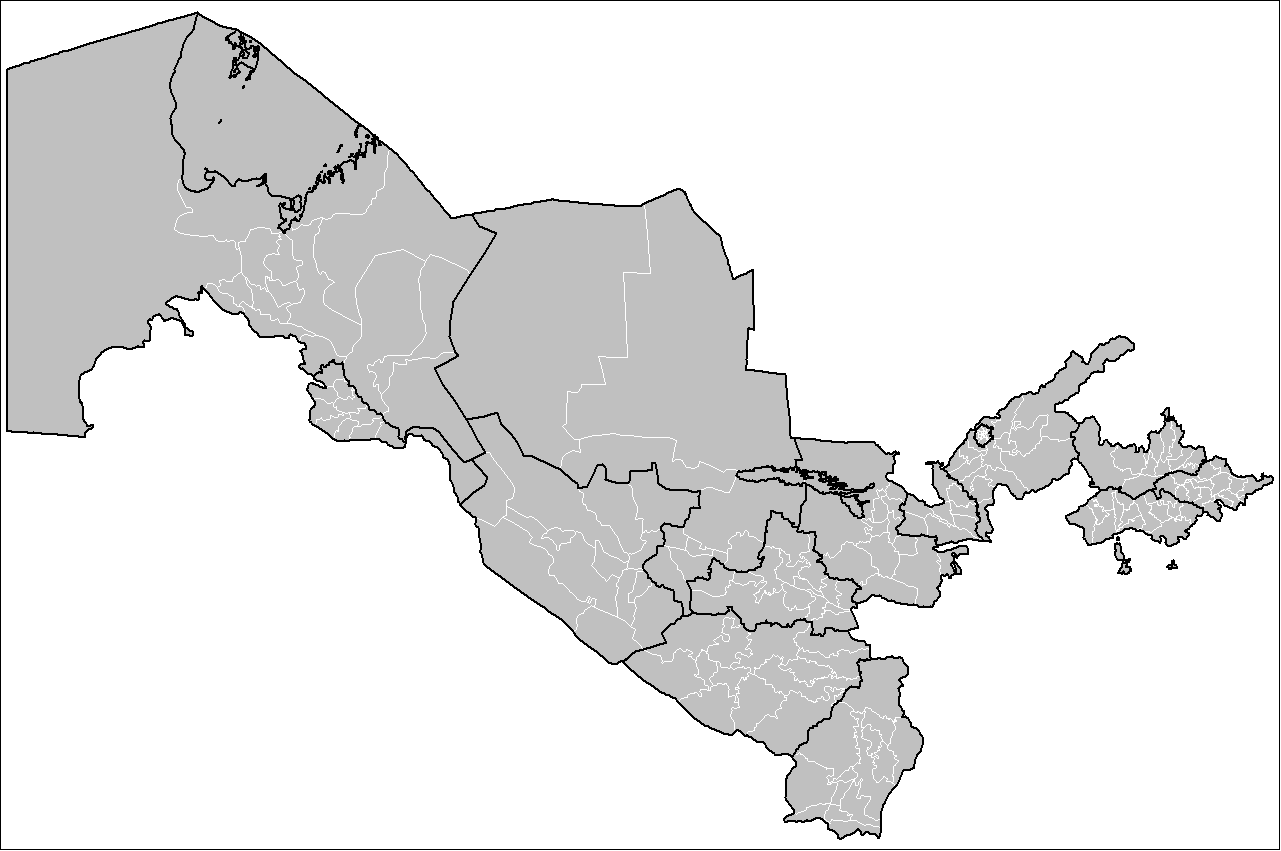
Distritos de Uzbekistán.

El primer nivel o superior está formado por las provincias (en uzbeko: viloyat, вилоят, plural viloyatlar), la república autónoma de Karakalpakistán y la ciudad independiente de Taskent. Las regiones de Karakalpakistán y Taskent se dividen a su vez en distritos (en uzbeko: tuman, туман, plural tumanlar) y ciudades de subordinación regional. Los distritos se dividen en ciudades de subordinación distrital, asentamientos de tipo urbano (en uzbeko: shaharcha, шаҳарча) y asambleas ciudadanas de aldeas (en uzbeko: qishloq fuqarolar yig'ini, қишлоқ фуқаролар йиғини).
A 2021, Uzbekistán se divide en las siguientes entidades:
| Provincia                   | Distritos | Ciudades |
| --------------------------- | --------- | -------- |
| Taskent (ciudad)            | 12        | 1        |
| Karakalpakistán (rep. aut.) | 16        | 12       |
| Provincia de Andijon        | 14        | 11       |
| Provincia de Bujará         | 11        | 11       |
| Provincia de Corasmia       | 11        | 3        |
| Provincia de Ferganá        | 15        | 9        |
| Provincia de Kashkadar      | 13        | 12       |
| Provincia de Navoi          | 8         | 7        |
| Provincia de Namangán       | 12        | 8        |
| Provincia de Samarcanda     | 14        | 11       |
| Provincia de Surjandaria    | 14        | 8        |
| Provincia de Sir Daria      | 8         | 5        |
| Provincia de Taskent        | 15        | 16       |
| Provincia de Yizaj          | 12        | 6        |
| Total                       | 175       | 120      |

De las 120 ciudades, una es de subordinación republicana (Taskent), 31 de subordinación regional y 88 de subordinación distrital. Hay 1.067 asentamientos de tipo urbano.

## Historia

### Historia temprana

Turquestán ruso en 1900.

Antes de la Revolución de Octubre, el territorio del Uzbekistán moderno estaba dividido entre las óblast del Transcaspio, Samarcanda, Sir Daria y Ferganá del Imperio ruso, así como entre sus posesiones vasallas: el Emirato de Bujará y el Kanato de Jiva. Después del establecimiento del poder soviético en Turquestán en 1918, el territorio de la actual Uzbekistán (excepto los territorios del Emirato de Bujará y el Kanato de Jiva) se fusionó con la RASS del Turquestán con un centro en Taskent. En 1920, el poder soviético se estableció en Bujará y Jiva, lo que llevó al establecimiento de las repúblicas populares de Bujará y Corasmia. Más tarde, la república popular soviética de Corasmia se transformó en república socialista soviética el 30 de octubre de 1923, seguida del establecimiento de la República Socialista Soviética Popular de Bujará el 19 de septiembre de 1924.
El 16 de septiembre de 1924, una sesión extraordinaria de la Comisión Electoral Central de la RASS de Turquestán decidió seguir adelante con la delimitación del estado nacional. Esto implicó el establecimiento de la RSS de Uzbekistán como parte de la URSS. Comprendía parte de las tierras de las antiguas provincias de Samarcanda, Semirechye y Ferganá, así como de las RSS de Bujará y Corasmia, abolidas en ese momento. Esta decisión fue propuesta por la segunda sesión del Comité Ejecutivo Central Panruso el 14 de octubre de 1924 y posteriormente aprobada por el XII Congreso de los Sóviets Panruso el 11 de mayo de 1925. La fecha de fundación de la República Socialista Soviética de Uzbekistán se considera el 27 de octubre de 1924. Su centro se convirtió en Samarcanda. Además, la República autónoma socialista soviética de Tayikistán se formó como parte de la República Socialista Soviética de Uzbekistán.

### 1924-1938

RSS de Uzbekistán en 1927.

En 1925 se introdujeron las óblast en la República Socialista Soviética de Uzbekistán. Las óblast se dividieron en uyezd y éstos, a su vez, se dividieron en vólost. A partir del 1 de enero de 1926, la división administrativo-territorial de la República Socialista Soviética de Uzbekistán era la siguiente:
| Óblasts             | Uyezd                                                                                    |
| ------------------- | ---------------------------------------------------------------------------------------- |
| Zeravshán           | Bujará, Gidzhuvan, Kermin, Nur-Ata                                                       |
| Kashka-Daria        | Bekbud, Guzar, Shakhrisyabz                                                              |
| Samarcanda          | Djizakh, Katta-Kurgan, Samarcanda, Khodzhent                                             |
| Surjandaria         | Baysun, Shirabad, Yurchin                                                                |
| Taskent             | Mirza-Chul, Taskent                                                                      |
| Ferganá             | Andijan, Kokand, Namangán, Ferghana, distrito de Kaniabadam                              |
| Jorezm              | Gurlen, Nuevo Urgench, Jiva, Shurakhan                                                   |
| RSSA de Tayikistán  | Gorno-Badakhshan, Garm, Dyushambe, Kulyab, Kurgan-Tyubin, Penjikent, Ura-Tyubin viloyats |
| Distrito de Kenimeh | No                                                                                       |

Sin embargo, los óblasts y uyezds fueron abolidos ese mismo año. En cambio, se convirtieron en 10 ókrugs: Andijon, Bujará, Zeravshan, Kashka-Darya, Samarcanda, Surjandaria, Taskent, Ferganá, Juyand y Corasmia. Los ókrugs se dividieron a su vez en raiones (análogos a los distritos).
En 1929, la República Socialista Soviética Autónoma de Tayikistán y el ókrug de Khodjent se retiraron de la República Socialista Soviética de Uzbekistán para convertirse en la República Socialista Soviética de Tayikistán. Esta decisión fue aprobada por la CCA de la URSS el 5 de diciembre de 1929.
En 1930, Taskent se convirtió en la capital de la República Socialista Soviética de Uzbekistán. Ese mismo año, todos los ókrugs, como en el resto de la Unión Soviética, fueron abolidos y los territorios que los constituían fueron transferidos a la subordinación directa de la república soviética. En 1931, había 71 raiones (distritos) en la República Socialista Soviética de Uzbekistán (que estaban divididos en 1494 consejos de aldea) y 9 ciudades de subordinación republicana (que gestionaban otros 204 consejos de aldea).
En 1935, algunos de los raiones de la República Socialista Soviética de Uzbekistán se fusionaron en el ókrug de Kashka-Darya.
El 5 de diciembre de 1936, la RASS de Karakalpakia fue transferida a la RSS de Uzbekistán desde la RSFSR.

### 1938-1987

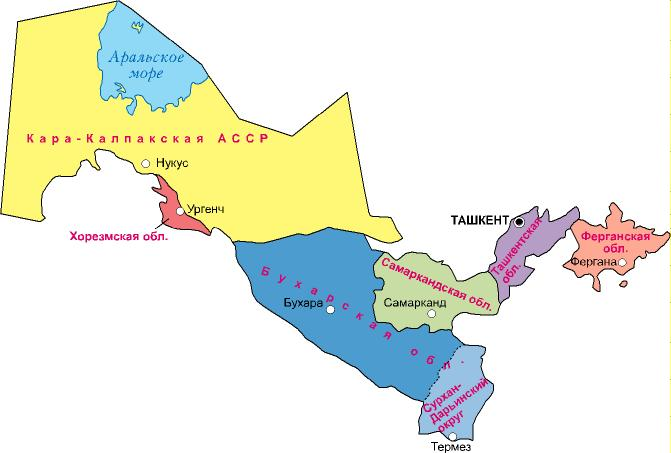
República Socialista Soviética de Uzbekistán el 1 de diciembre de 1938.

El 15 de enero de 1938, la RSS de Uzbekistán volvió a sufrir algunas transformaciones para comprender las recién creadas óblasts de Bujará (incluido el ókrug de Surjandaria), Samarcanda, Taskent, Ferganá y Corasmia.
Según datos del 1 de octubre de 1938, la división administrativo-territorial de Uzbekistán era la siguiente:
| Óblasts                                                    | Raiones y ciudades de subordinación regional. |
| ---------------------------------------------------------- | --- |
| Bujará                                                     | Beshkent, Bujará, Wabkent, Gidzhuvan, Guzar, Dekhkanabad, Kagan, Kamashin, Karakul, Karshi, Kassan, Kenimekh, Kerminin, Kzyl-Tepa, Kitab, Rometan, Sverdlovsk, Chirakchin, Shafrikan, Shakhrisabz, Yakkabag, ciudad de Bujará, ciudad de Gijuvan, Ciudad de Kagan, ciudad de Karshi, ciudad de Shakhrisyabz |
| Distrito de Surjan-Daria como parte de la óblast de Bujará | Baysun, Denausky, Dzhar-Kurgan, Sary-Assiya, Termez, Shirabad, Shurchi, ciudad de Termez |
| Samarcanda                                                 | Ak-Daryin, Bulungur, Galla-Aral, Dzhambay, Zaamin, Kara-Darya, Katta-Kurgan, Mitan, Narpay, Nurata, Pai-Aryk, Past-Dargomy, Pakhtakor, Samarcanda, Urgut, Farish, Khatyrchi, ciudad de Samarcanda, Jizzakh ciudad, ciudad de Katta-Kurgan |
| Taskent                                                    | Ak-Kurgan, Akhan-Garan, Begovat, Alto Chirchik, Kalinin, Mirzachul, Bajo-Chirchik, Ordzhonikidze, Parkent, Pskent, Medio-Chirchik, Havast, Chianz, Yangi-Yulsky, Ciudad de Tashkent, Ciudad de Chirchik, Ciudad de Yangi-Yul |
| Ferganá                                                    | Aim, Alty-Aryk, Andijan, Baghdat, Balykchi, Voroshilov, Jalal-Kuduk, Izbaskent, Kaganovich, Kassan-Say, Kirov, Kokand, Kuybyshev, Lenin, Margelan, Markhamat, Molotov, Namangan, Narin, Pap, Pakhta-Abad, Stalin, Tashlak, Tyur-Kurgan, Uychin, Uch-Kurgan, Ferghana, Khoji-Abad, Chust, Yangi-Kurgan, ciudad de Fergana, ciudad de Andijan, ciudad de Kokand, ciudad de Leninsk, ciudad de Margelan, ciudad de Namangan, ciudad de Chust |
| Jorezm                                                     | Gurlen, Kosh-Kupyr, Mangit, Urgench, Khazarasp, Hankin, Khiva, Shavat, Yangi-Aryk, Urgench, Khiva |
| República Socialista Soviética Autónoma de Karakalpakia    | Kara-Uzyak, Kegeilin, Kipchak, Kuibyshev, Kungrad, Muynak, Tamdyn, Takhta-Kupyr, Turtkul, Khodzheilyn, Chimbay, Shabbaz, ciudad de Turtkul, ciudad de Nukus, ciudad de Khojeyli, ciudad de Chimbay |

El 6 de marzo de 1941, Andiján y Namangán fueron retirados del óblast de Fergana para convertirse en regiones separadas, y el ókrug de Surjandaria se transformó en el óblast de Surjandaria. El 20 de enero de 1943, parte del óblast de Bujará fue retirado para entrar en una parte del óblast de Kashka-Daria. Como resultado, el 1 de enero de 1947, la división administrativo-territorial de la República Socialista Soviética de Uzbekistán quedó de la siguiente manera:
| Óblasts                                                | Raiones y ciudades de subordinación regional. |
| ------------------------------------------------------ | --- |
| Andiján                                                | Aim, Altyn-Kul, Andijan, Balykchi, Voroshilov, Jalal-Kuduk, Izbaskent, Lenin, Markhamat, Pakhtaabad, Stalin, Khaldyvanbek, Khojiabad, Chinabad, ciudad de Andijan, ciudad de Lenin |
| Bujará                                                 | Alat, Bujará, Wabkent, Gidzhuvan, Kagan, Karakul, Kenymekh, Kermin, Kzyl-Tepa, Rometan, Sverdlovsk, Tamdyn, Shafrikan, Bujará, Gijuvan, Kagan |
| Kashka-Daria                                           | Beshkent, Guzar, Dekhkanabad, Kamashin, Karshi, Kassan, Kitab, Kok-Bulak, Mirakin, Chirakchi, Shakhrisyabz, Yakkabag, ciudad de Karshi, ciudad de Shakhrisyabz |
| Namangán                                               | Kassansai, Namangan, Naryn, Papal, Tyuria-Kurgan, Uychin, Uch-Kurgan, Chust, Yangi-Kurgan, ciudad de Namangán, ciudad de Chust |
| Samarcanda                                             | Ak-Darya, Bulungur, Galla-Aral, Dzhambay, Dzhizak, Zaamin, Ishtyhan, Kara-Darya, Kara-Kishlak, Katta-Kurgan, Komsomolsk, Kushrabad, Mitan, Narpay, Nuratinsk, Pai-Aryk, Past-Dargom, Pakhtakor, Samarcanda, Urgut, Farish, Khatyrchi, ciudad de Samarcanda, ciudad de Jizzakh, ciudad de Katta-Kurgan |
| Surjandaria                                            | Baysun, Denau, Dzhar-Kurgan, Sary-Assiya, Termez, Uzun, Shirabad, Shurchi, ciudad de Termez |
| Taskent                                                | Ak-Kurgan, Ahan-Garan, Begovat, Bukin, Alto Chirchik, Kalinin, Karasu, Mirzachul, Bajo Chirchik, Ordzhonikidze, Parkent, Pskent, Medio Chirchik, Syr-Darya, Tashkent, Hawast, Chainz, Yangi-Yul, Ciudad de Tashkent, Ciudad de Angren, ciudad de Begovat, ciudad de Chirchik, ciudad de Yangi-Yul     |
| Ferganá                                                | Alti-Aryk, Akhunbabaev, Bagdad, Buvayd, Vuadil, Gors, Kaganovich, Kirov, Kokand, Kuvasay, Kuvin, Kuibyshev, Molotov, Sokh, Tashlak, Fergana, Frunzen, ciudad de Fergana, ciudad de Kokhand, ciudad de Margelan                                                                                        |
| Jorezm                                                 | Gurlensky, Kosh-Kupyr, Mangit, Urgench, Khazarasp, Hankin, Khiva, Shavat, Yangi-Aryk, Urgench, Khiva |
| República Socialista Soviética Autónoma de Kara-Kalpak | Kara-Uzyak, Kegeylin, Kipchak, Kuibyshev, Kungrad, Muynak, Takhta-Kupyr, Turtkul, Khojeyli, Chimbay, Shabbaz, ciudad de Turtkul, ciudad de Nukus, ciudad de Khojeyli, ciudad de Chimbay |

Por decreto del Presidium de las Fuerzas Armadas de la URSS del 13 de febrero de 1956, parte de las tierras del Desierto Hambriento y del distrito de Bostandyk (ahora Bostanlyk) fueron tomadas de la República Socialista Soviética de Kazajistán y entregadas a la República Socialista Soviética de Uzbekistán. En 1963, un decreto del Presidium del Sóviet Supremo de la URSS también dictaminó que 36,6 mil metros kilómetros cuadrados de tierras subutilizadas de Chimkent y Kzyl-Orda pertenecientes a la República Socialista Soviética de Kazajistán se asignarían a Uzbekistán.
El 25 de enero de 1960, se abolieron las óblast de Kashkadarya y Namangán. El primero pasó a formar parte principalmente del óblast de Surjandaria, mientras que el segundo se distribuyó entre las óblast de Andijan y Ferghana. Poco después, el 16 de febrero de 1963, se estableció una nueva óblast de Sir Daria a partir de partes de las tierras agrícolas recién adquiridas de las regiones de Samarcanda y Taskent (el centro originalmente se estableció en Yangiyer, sin embargo, a partir de noviembre de 1963 en Gulistan).
El 7 de febrero de 1964 se restauró la óblast de Kashkadarya, seguido de la óblast de Namangán el 18 de diciembre de 1967.
El 28 de junio de 1971, los raiones de Dzhetysay, Kirov y Pakhtaaral del óblast de Sir Daria de la República Socialista Soviética de Uzbekistán que tenían áreas muy pequeñas fueron transferidos al óblast de Chimkent de la República Socialista Soviética de Kazajistán.
El 29 de diciembre de 1973 se estableció la óblast de Jizzakh a partir de la óblast de Sir Daria. Navoi fue la última óblast que se estableció a partir de partes de las óblast de Bujará y Samarcanda el 20 de abril de 1982. En consecuencia, a partir del 1 de enero de 1987, la división administrativo-territorial de la República Socialista Soviética de Uzbekistán era la siguiente:
| Óblasts                                                 | Raiones y ciudades de subordinación regional. |
| ------------------------------------------------------- | --- |
| República Socialista Soviética Autónoma de Karakalpakia | Amudarya, Beruni, Bozatau, Karauzyak, Kegeyli, Kungrad, Leninabad, Muynak, Nukus, Takhtakupyr, Turtkul, Khojeyli, Chimbay, Shumanai, Ellikkalin, Ciudad de Turtkul, Ciudad de Nukus, Ciudad de Beruni, Ciudad de Takhiatash, Ciudad de Khojeyli, Ciudad de Chimbay                                                     |
| Andiján                                                 | Altynkul, Andijan, Balykchi, Boz, Jalalkuduk, Izbaskan, Komsomolabad, Lenin, Markhamat, Moscú, Pakhtaabad, Khojaabad, ciudad de Andizhan, ciudad de Lenin, ciudad de Sovetabad, ciudad de Shakhrikhan |
| Bujará                                                  | Alat, Bujará, Wabkent, Gijduvan, Kagan, Karakul, Peshkun, Romitan, Sverdlovsk, Shafrikan, ciudad de Bujará, ciudad de Gijduvan, ciudad de Kagan |
| Djizak                                                  | Arnasay, Bakhmal, Gallyaral, Jizzakh, Dustlik, Zaamin, Zarbdar, Mirzachul, Octubre, Pakhtakor, Farish, Ciudad de Jizzakh |
| Kashkadarya                                             | Bakhoristán, Guzar, Dekhkanabad, Kamashin, Karshi, Kasan, Kitab, Mubarek, Nishan, Ulyanov, Usman-Yusupov, Chirakchi, Shakhrisabz, Yakkabag, ciudad de Karshi, ciudad de Kasan, ciudad de Kitab, ciudad de Mubarek, ciudad de Shkhrisabz                                                                                |
| Navoí                                                   | Kanimekh, Kyzyltepa, Navbahor, Navoi, Nuratin, Tamdyn, Uchkuduk, Khatyrchi, ciudad de Navoi, ciudad de Zarafshan, ciudad de Uchkuduk |
| Namangán                                                | Zadarya, Kasansay, Namangán, Naryn, Papal, Turakurgan, Uychi, Uchkurgan, Chartak, Chust, Yangikurgan, Ciudad de Namangan, Ciudad de Kasansay, Ciudad de Uchkurgan, Ciudad de Chartak, Ciudad de Chust |
| Samarcanda                                              | Akdarya, Bolchevique, Bulungur, Dzhambay, Ishtyhan, Kattakurgan, Koshrabad, Narpay, Payaryk, Pastdargom, Pakhtachi, Samarcanda, Sovetabad, Urgut, Ciudad de Samarcanda, Ciudad de Aktash, Ciudad de Kattakurgan, Ciudad de Urgut                                                                                       |
| Surjandaria                                             | Altynsay, Angor, Baysun, Gagarin, Denau, Dzharkurgan, Kumkurgan, Leninul, Sariassiyo, Termez, Sherabad, Shurchi, ciudad de Termez, ciudad de Denau |
| Sirdaria                                                | Akaltyn, Bayaut, Voroshilov, Gulistan, Ilyichev, Komsomol, Mehnatabad, Syrdarya, Havast, ciudad de Gulistan, ciudad de Syrdarya, ciudad de Shirin, ciudad de Yangiyer |
| Taskent                                                 | Akkurgan, Akhangaran, Bekabad, Bostanlyk, Bukin, Galabin, Kalinin, Kommunist, Ordzhonikidze, Parkent, Pskent, Mid-Chirchik, Tashkent, Chinaz, Yangiyul, ciudad de Almalyk, ciudad de Angren, ciudad de Akhangaran, ciudad de Bekabad, ciudad de Narimanov, ciudad de Chirchik, Ciudad de Yangiabad, Ciudad de Yangiyul |
| Ferganá                                                 | Altyaryk, Akhunbabaev, Bagdad, Buvaidi, Kirov, Kuvin, Leningrado, Rishtan, Tashlak, Uzbekistán, Ferghana, Frunze, Yazyavan, ciudad de Fergana, ciudad de Kokand, ciudad de Kuva, ciudad de Kuvasay, ciudad de Margilan                                                                                                 |
| Jorezm                                                  | Bagat, Gurlen, Koshkupyr, Urgench, Khazarasp, Hankin, Khiva, Shavat, Yangiarik, Yangibazar, ciudad de Urgench, ciudad de Gurlen, ciudad de Druzhba, ciudad de Khanka, ciudad de Khiva, ciudad de Shavat |
| Ciudad de Taskent                                       | Akmal-Irkamov, Kirov, Kuibyshev, Lenin, Octubre, Sabir-Rakhimov, Sergeli, Frunze, Khamza0, Chilanzar |

### Después de 1987
El 6 de septiembre de 1988 se abolieron las óblast de Jizzakh y Navoi. Al mismo tiempo, el primero se fusionó con el óblast de Sir Daria, mientras que el segundo se unió a Samarcanda. En mayo de 1989, la mayor parte de la antigua óblast de Navoi fue transferida a la óblast de Bujará. Sin embargo, la óblast de Jizzakh fue restaurada en febrero de 1990, seguida por la provincia de Navoi en 1992.
Después de que la República Socialista Soviética de Uzbekistán se independizó y se convirtió en la República de Uzbekistán, la República Socialista Soviética Autónoma de Karakalpakia pasó a llamarse República de Karakalpakistán. Además, las óblast pasaron a llamarse viloyats (provincias), mientras que los raiones se convirtieron en tumans (distritos). A principios de la década de 1990, se cambiaron los nombres de varias provincias y ciudades de Uzbekistán que llevaban nombres ideológicos soviéticos. El último cambio importante (a partir de 2012) en la división administrativo-territorial de Uzbekistán fue la transferencia del distrito de Yangiabad de la provincia de Sir Daria a Jizzakh en 1999.